# Hammarby Idrottsförening Fotboll 2022
Questa voce raccoglie le informazioni riguardanti l'Hammarby Idrottsförening, meglio conosciuto come Hammarby IF o semplicemente Hammarby, nelle competizioni ufficiali della stagione 2022.

## Maglie e sponsor
La prima maglia è simile a quella dell'anno precedente, le modifiche più evidenti sono quelle al collo e ai bordi delle maniche. Come seconda divisa viene usato un kit interamente verde, simile a quello che l'anno precedente era la terza divisa.
Craft è lo sponsor tecnico per il quarto anno, allo stesso tempo Huski Chocolate è il main sponsor per il secondo anno.
| Casa | Trasferta |

## Rosa
| N. |                      | Ruolo | Calciatore                |
| -- | -------------------- | ----- | ------------------------- |
| 2  | Svezia (bandiera)    | D     | Simon Sandberg            |
| 3  | Svezia (bandiera)    | D     | Dennis Widgren            |
| 4  | Svezia (bandiera)    | D     | Richard Magyar (capitano) |
| 5  | Iraq (bandiera)      | D     | Mohanad Jeahze            |
| 6  | Svezia (bandiera)    | C     | Darijan Bojanić           |
| 8  | Danimarca (bandiera) | C     | Jeppe Andersen            |
| 9  | Svezia (bandiera)    | A     | Astrit Selmani            |
| 9  | Norvegia (bandiera)  | A     | Veton Berisha             |
| 11 | Gambia (bandiera)    | A     | Bubacarr Trawally         |
| 13 | Danimarca (bandiera) | D     | Mads Fenger               |
| 14 | Svezia (bandiera)    | C     | Dennis Collander          |
| 15 | Svezia (bandiera)    | C     | Mayckel Lahdo             |
| 15 | Svezia (bandiera)    | C     | Pavle Vagić               |
| 16 | Svezia (bandiera)    | A     | Gustav Ludwigson          |
| 17 | Svezia (bandiera)    | C     | Abdul Khalili             |

| N. |                      | Ruolo | Calciatore         |
| -- | -------------------- | ----- | ------------------ |
| 17 | Spagna (bandiera)    | C     | David Concha       |
| 18 | Albania (bandiera)   | C     | Loret Sadiku       |
| 19 | Svezia (bandiera)    | A     | Jusef Erabi        |
| 20 | Svezia (bandiera)    | C     | Nahir Besara       |
| 21 | Kosovo (bandiera)    | D     | Edvin Kurtulus     |
| 22 | Svezia (bandiera)    | C     | Joel Nilsson       |
| 23 | Islanda (bandiera)   | D     | Jón Guðni Fjóluson |
| 24 | Svezia (bandiera)    | P     | Oliver Dovin       |
| 25 | Svezia (bandiera)    | P     | Davor Blažević     |
| 30 | Suriname (bandiera)  | D     | Shaquille Pinas    |
| 32 | Ghana (bandiera)     | D     | Nathaniel Adjei    |
| 34 | Svezia (bandiera)    | C     | Alper Demirol      |
| 40 | Svezia (bandiera)    | A     | Abdelrahman Saidi  |
| 42 | Danimarca (bandiera) | D     | Bjørn Paulsen      |
| 44 | Svezia (bandiera)    | C     | Williot Swedberg   |

## Risultati

### Allsvenskan

#### Girone di andata
| Arbitro: | Adam Ladebäck |

|                              |           |                  |
| Ludwigson 18’ Swedberg 90+1’ | Marcatori | 90+7’ Al Hamlawi |

| Arbitro: | Mohammed Al-Hakim |

|             |           |                                                              |
| Ylätupa 15’ | Marcatori | 10’ Besara 23’ Kurtulus 29’ Swedberg 35’ Swedberg 77’ Besara |

| Arbitro: | Joakim Östling |

|                         |           |  |
| Ludwigson 57’ Lahdo 90’ | Marcatori |  |

| Arbitro: | Kristoffer Karlsson |

|  |           |              |
|  | Marcatori | 25’ Kurtulus |

| Arbitro: | Adam Ladebäck |

|  |           |                                      |
|  | Marcatori | 41’ Swedberg 47’ Besara 78’ Swedberg |

| Stoccolma 2 maggio 2022, ore 19:10 6ª giornata | Hammarby     | 0 – 0 referto | Malmö FF | Tele2 Arena (29 696 spett.)\| Arbitro: \| Glenn Nyberg \| |
| Arbitro:                                       | Glenn Nyberg |               |          |                                                           |

| Arbitro: | Fredrik Klitte |

|                         |           |  |
| Shamoun 35’ Shamoun 38’ | Marcatori |  |

| Arbitro: | Kristoffer Karlsson |

|                                     |           |                                            |
| Ludwigson 32’ Jeahze 40’ Besara 72’ | Marcatori | 9’ Bahoui 64’ (rig.) S. Larsson 84’ Bahoui |

| Arbitro: | Kaspar Sjöberg |

|                                     |           |  |
| Bojanić 32’ Bojanić 61’ Selmani 71’ | Marcatori |  |

| Arbitro: | Joakim Östling |

|               |           |  |
| Antonsson 49’ | Marcatori |  |

| Arbitro: | Fredrik Klitte |

|                          |           |                            |
| Trawally 82’ Paulsen 88’ | Marcatori | 58’ Jeremejeff 61’ Rygaard |

| Arbitro: | Mohammed Al-Hakim |

|             |           |  |
| Wikheim 68’ | Marcatori |  |

| Arbitro: | Andreas Ekberg |

|                                             |           |  |
| Besara 43’ Ludwigson 49’ Selmani 72’ (rig.) | Marcatori |  |

| Arbitro: | Victor Wolf |

|                                      |           |  |
| Saidi 8’ Ludwigson 45’ Ludwigson 74’ | Marcatori |  |

| Arbitro: | Mohammed Al-Hakim |

|  |           |                                        |
|  | Marcatori | 16’ Ludwigson 20’ Ludwigson 65’ Besara |

#### Girone di ritorno
| Arbitro: | Kristoffer Karlsson |

|                   |           |                               |
| Besara 89’ (rig.) | Marcatori | 76’ Antonsson 90+3’ Antonsson |

| Arbitro: | Glenn Nyberg |

|                                       |           |  |
| Saidi 1’ Berisha 71’ Lasso 89’ (aut.) | Marcatori |  |

| Arbitro: | Mohammed Al-Hakim |

|  |           |              |
|  | Marcatori | 77’ Trawally |

| Arbitro: | Bojan Pandžić |

|                                                        |           |             |
| Jeahze 2’ Besara 26’ Berisha 65’ Berisha 76’ Saidi 88’ | Marcatori | 42’ Mörfelt |

| Arbitro: | Andreas Ekberg |

|                            |           |                        |
| Guidetti 2’ Stefanelli 46’ | Marcatori | 37’ Besara 59’ Berisha |

| Arbitro: | Joakim Östling |

|                                                                        |           |              |
| Sigurðsson 50’ (rig.) Traustason 71’ Nyman 89’ Sigurðsson 90+6’ (rig.) | Marcatori | 42’ Skúlason |

| Stoccolma 11 settembre 2022, ore 15:00 22ª giornata | Hammarby          | 0 – 0 referto | Djurgården | Tele2 Arena (27 987 spett.)\| Arbitro: \| Mohammed Al-Hakim \| |
| Arbitro:                                            | Mohammed Al-Hakim |               |            |                                                                |

| Arbitro: | Victor Wolf |

|                  |           |               |
| Adjei 90’ (aut.) | Marcatori | 10’ Ludwigson |

| Malmö 1º ottobre 2022, ore 15:00 24ª giornata | Malmö FF     | 0 – 0 referto | Hammarby | Eleda Stadion (19 712 spett.)\| Arbitro: \| Glenn Nyberg \| |
| Arbitro:                                      | Glenn Nyberg |               |          |                                                             |

| Arbitro: | Fredrik Klitte |

|                                                               |           |             |
| Besara 10’ Nilsson 20’ Bojanić 43’ Bojanić 47’ Andersen 90+3’ | Marcatori | 62’ Alfonsi |

| Arbitro: | Fredrik Klitte |

|  |           |                                      |
|  | Marcatori | 16’ Ludwigson 23’ Fenger 32’ Nilsson |

| Arbitro: | Granit Maqedonci |

|             |           |              |
| Nilsson 58’ | Marcatori | 75’ Stensson |

| Arbitro: | Joakim Östling |

|                                |           |             |
| Bernhardsson 33’ Söderberg 89’ | Marcatori | 55’ Nilsson |

| Arbitro: | Andreas Ekberg |

|                                                   |           |                     |
| Ludwigson 3’ Ludwigson 58’ Jeahze 63’ Lindahl 81’ | Marcatori | 53’ Nanasi 70’ Berg |

| Arbitro: | Glenn Nyberg |

|  |           |                        |
|  | Marcatori | 50’ Nilsson 79’ Besara |

### Svenska Cupen 2021-2022

#### Gruppo 5
| Arbitro: | Tess Olofsson |

|                          |           |           |
| Ludwigson 33’ Magyar 36’ | Marcatori | 54’ Ärlig |

| Arbitro: | Glenn Nyberg |

|            |           |                                                                      |
| Surkka 53’ | Marcatori | 13’ Nilsson 26’ Selmani 43’ Magyar 50’ Selmani 61’ Selmani 84’ Lahdo |

| Arbitro: | Adam Ladebäck |

|                                                                |           |  |
| Bojanić 38’ Tebo Uchenna 45’ (aut.) Andersen 60’ Paulsen 90+4’ | Marcatori |  |

#### Fase finale
| Arbitro: | Kristoffer Karlsson |

|                                           |           |                     |
| Besara 42’ Bojanić 50’ Selmani 57’ (rig.) | Marcatori | 17’ Nyman 20’ Nyman |

| Arbitro: | Fredrik Klitte |

|            |           |  |
| Besara 27’ | Marcatori |  |

| Arbitro: | Andreas Ekberg |

|                                        |                      |                                         |
| Besara Fenger Trawally Khalili Selmani | Tiri di rigore 3 – 4 | Peña Birmančević Berget Olsson Toivonen |

### Svenska Cupen 2022-2023
| Arbitro: | Andreas Dufva-Johansson |

|                  |           |                                          |
| E. Ahmetović 77’ | Marcatori | 8’ (rig.) Fenger 53’ (aut.) A. Ahmetović |